# Tortue de boue de Vallarta
Kinosternon vogti
Espèce
Statut de conservation UICN

 CR A4cde : 
En danger critique
La tortue de boue de Vallarta (Kinosternon vogti), également surnommée « petit casque de Vallarta » de par la ressemblance de sa carapace avec un casque, est une espèce de tortue de terre de la famille des Kinosternidae récemment identifiée, en 2018, par le professeur Marco Antonio Lopez Luna. Alors qu'elle était autrefois considérée comme conspécifique avec la tortue de boue de Jalisco, d'autres études ont indiqué qu'il s'agissait d'une espèce distincte.

## Description
Elle peut être identifiée grâce à une combinaison du nombre d'écailles de plastron et de carapace, de la taille du corps et du bouclier rostral jaune distinctif chez les mâles.

## Répartition et habitats
Elle est endémique de l'État mexicain de Jalisco. Elle est connue comme vivant seulement dans quelques habitats créés par l'homme ou affectés par l'homme (tels que les petits ruisseaux et les étangs) trouvés autour de Puerto Vallarta. C'est l'une des trois espèces de Kinosternon connue dans les basses terres de la région du Pacifique central au Mexique. Les populations naturelles ne sont actuellement pas connues, et les habitats actuels dont l'espèce est connue ont tous été endommagés par la croissance urbaine. Une seule femelle a été trouvée lors de l'étude de l'espèce. Cela en fait probablement l'une des espèces de tortues d'eau douce les plus menacées.

## Taxonomie
Kinosternon vogti a été nommé ainsi en hommage à l’herpétologiste américain Richard Vogt, qui a passé quarante ans à étudier les tortues du Mexique, des États-Unis et d'Amérique centrale.

## Conservation
Sur les neuf spécimens découverts, cinq d'entre eux étaient morts. Les quatre autres (trois mâles et une femelle) ont été mis en captivité. Deux mâles ont été envoyés dans une ferme à crocodiles à Puerto Vallarta tandis que le mâle restant et la femelle ont été placés en élevage dans l'État de Tabasco.